# Возеншур
Возеншур — деревня в Увинском районе Удмуртии на реке Изейка, входит в Поршур-Туклинское сельское поселение. Находится в 12 км к северо-западу от посёлка Ува и в 72 км к западу от Ижевска.